# Vakuumbett

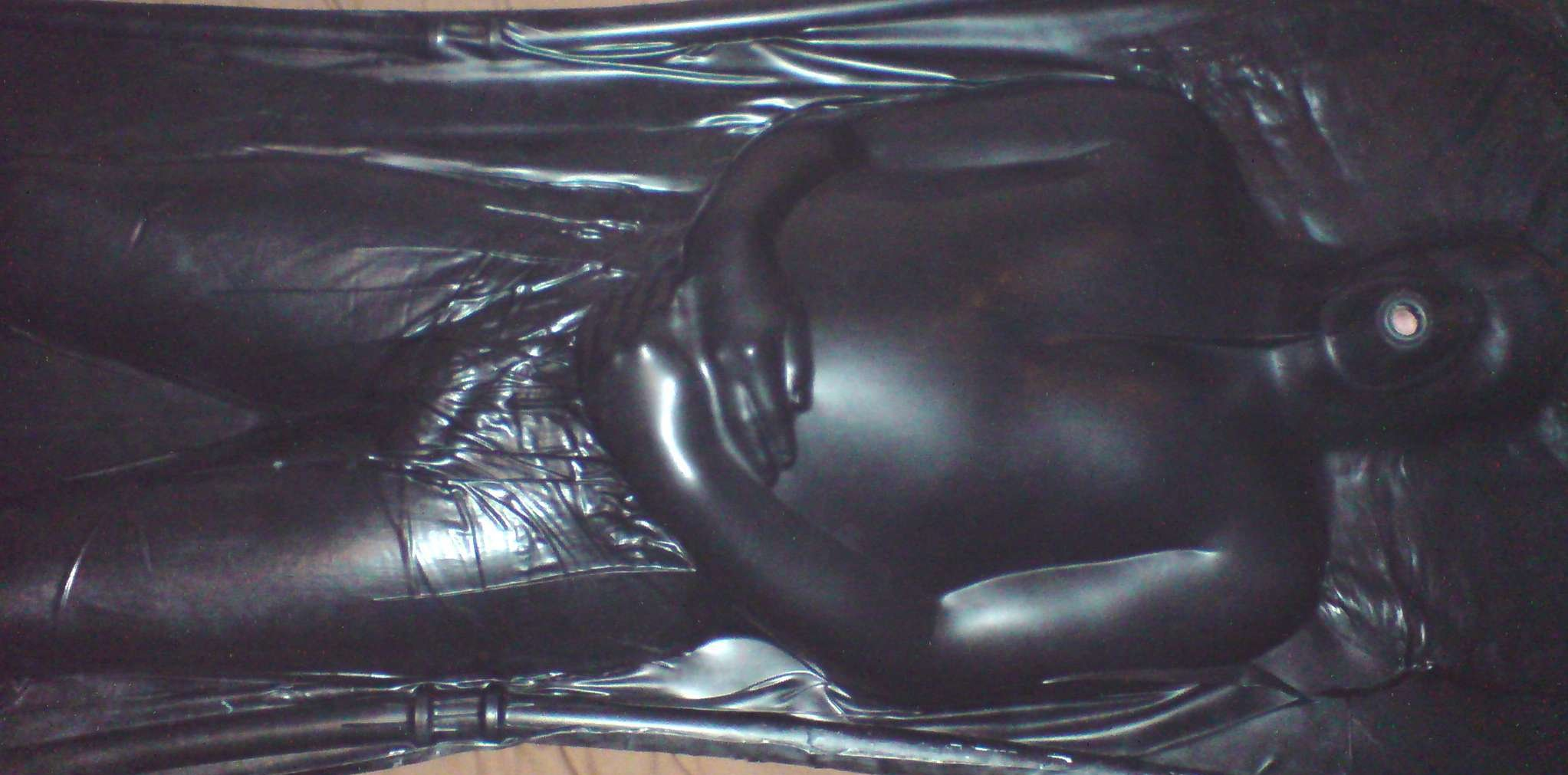
Männlicher Bottom mit Maske (Ansicht von oben)

Ein Vakuumbett  ist eine auf Gummi basierende Konstruktion, die im Rahmen von BDSM, Bondage oder Gummifetischismus verwendet wird. Sie ist nicht zu verwechseln mit einer Vakuummatratze. Es handelt sich um eine Art Ganzkörperschlafsack aus luftdichtem Material, aus dem die Luft herausgesaugt wird. Ein darin liegender Körper wird durch den starken Unterdruck (fälschlicherweise Vakuum genannt) sehr dicht eingeschlossen und in seiner Lage fixiert. Der Unterdruck ist in der Regel so stark, dass selbst einzelne Finger nicht mehr bewegt werden können, weshalb die Vorrichtung häufig nur für wenige Minuten verwendet wird.
Die Wirkung des Vakuumbetts beruht neben dem Bondage-Effekt der Konstruktion auch auf der mit dieser verbundenen teilweisen sensorischen Deprivation und dem Lärm der Pumpe. Durch das Latex werden Berührungen sehr intensiv wahrgenommen.

## Aufbau und Funktionsweise

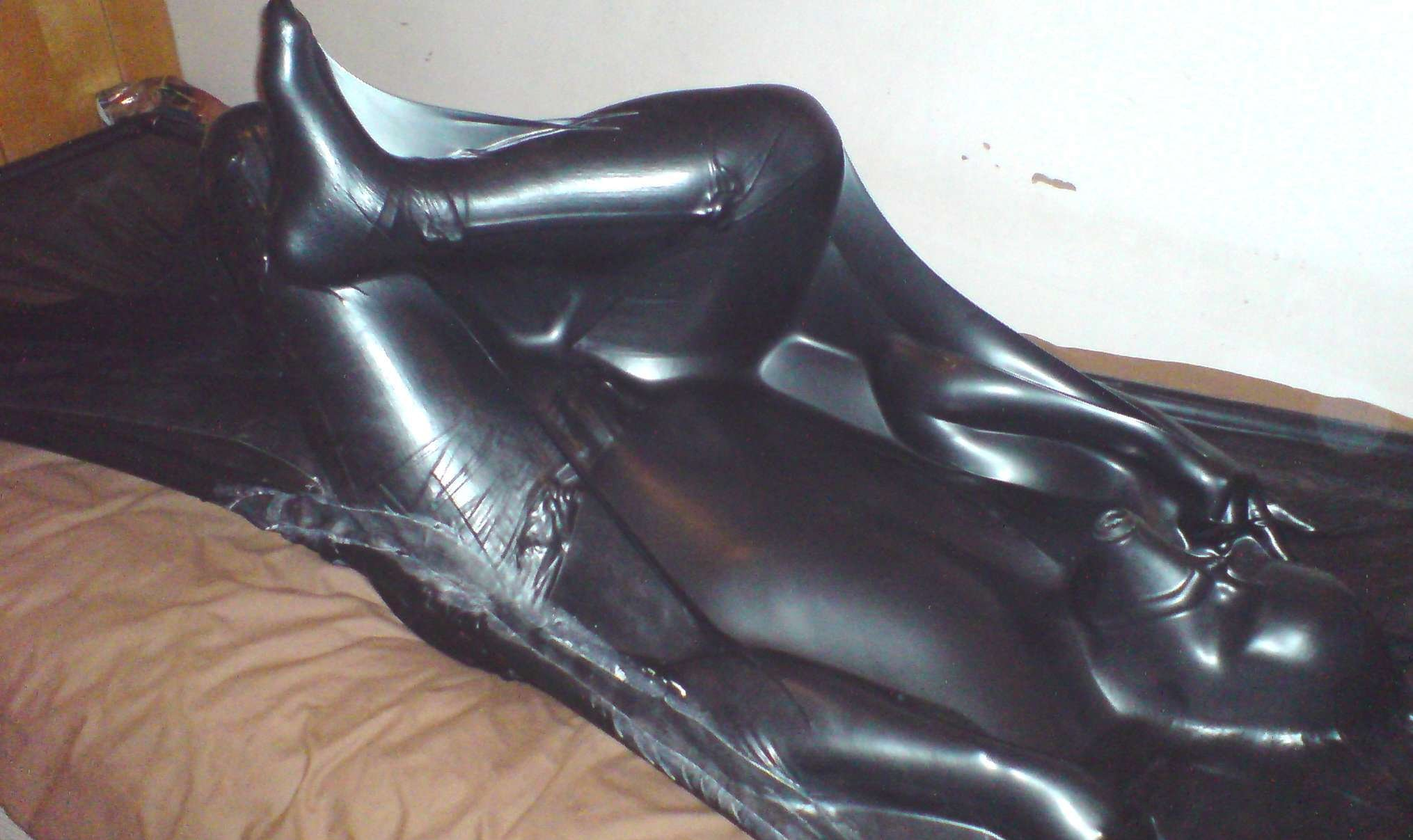
(Seitenansicht)

Vakuumbetten bestehen meistens aus zwei Schichten Latex oder anderem luftdichtem Material, die durch einen Rahmen aus Rohren aufgespannt werden. Entsprechende Rahmen werden häufig aus Stahl, teilweise aber auch aus massiven Kunststoffrohren oder Holzbrettern hergestellt. Der Einstieg für die Person kann durch einen Reißverschluss oder durch Einrollen des Materials an der Einstiegsöffnung luftdicht verschlossen werden.
Die eingeschlossene Person wird über ein Luftloch oder einen nach außen führenden Atemschlauch mit Luft versorgt. Dies ist nötig, da innerhalb des Vakuumbettes praktisch keine Atemluft mehr vorhanden ist. Teilweise kommen hierbei Narkosemasken aus dem OP-Bedarf zum Einsatz. Manche Vakuumbetten haben eine Öffnung für den Kopf, wodurch dieser außerhalb des Bettes ist. Dadurch erhöht sich die Sicherheit für den Bottom, da die Gefahr des Erstickens deutlich reduziert wird. Neben den allgemeinen Risiken im Zusammenhang mit Bondagetechniken besteht zusätzlich das Risiko einer Asphyxie. Dieses wird durch die absolut fixierte Haltung weiter erhöht. Manche Vakuumbetten verfügen über eine Aufhängevorrichtung, die es ermöglicht, ohne großen Aufwand von allen Seiten an den Bottom zu gelangen.
Die Luft wird in der Regel über den Rahmen abgesaugt, in dessen Rohre zahlreiche kleine Löcher gebohrt sind. Als Vakuumpumpe wird häufig ein Staubsauger verwendet, der allerdings bei längerer Benutzung durch Überhitzung Schaden nehmen kann. Gelegentlich werden Ventile verwendet, die ein Eindringen von Luft verhindern und das vorübergehende Abschalten der Pumpe ermöglichen sollen. Die darin eingesperrte Person kann, um das sexuelle Erleben zu verstärken, mit einem Vibrator noch berührt werden.